# 앙기아리 전투
앙기아리 전투(Battaglia di Anghiari)는 롬바르디아 전쟁 중인 1440년 6월 29일 피렌체 공화국이 이끄는 이탈리아 동맹군과 밀라노 공국군 사이에 벌어진 전투이다. 전투는 이탈리아 중부에 대한 피렌체의 지배권을 사수해내며 피렌체의 승리로 끝이 났다.
이 전투는 현재 소실된 레오나르도 다 빈치의 그림에 묘사된 것으로도 잘 알려져이다. 또한 수 천명이 투입된 전투에서 마지막 날까지 교전을 했는데도, 전해진 바에 의하면 단 한 명만이 전사했다고 하는 놀라운 사실도 있다. 니콜로 마키아벨리에 따르면 4시간 동안의 유격전 끝에 "병사가 말에서 떨어지면서" 전사자가 한 명 발생했다고 한다.

## 전투
이탈리아 동맹군은 토스카나 주의 작은 마을인 앙기아리에 집결하였고 추기경 루도비코 트레비산이 이끄는 교황령군 4,000명, 같은 규모의 피렌체 지원군, 미켈레토 아텐돌로가 이끄는 300명의 중기병 (기사) 연대로 이뤄졌었다. 앙기아리에서도 사람들이 합류하기도 했다.
수적으로 우위였던 밀라노군은 밀라노 공작 필리포 마리아 비스콘티가 임명한 콘도티에로 니콜로 피치니노가 지휘했고 6월 28일 밤 앙기아리에 도달했다. 인접 마을인 산세폴크로에서 2,000명이 밀라노군에 가담하였다. 병력 수에서 자신이 있었던 피치니노는 다음 날 오후 기습 공격을 명령을 내렸다. 하지만 산세폴크로-앙기아리를 잇는 도로에서 먼지 바람을 일으키던 밀라노군이 미켈레토에게 발각됐고 동맹군은 전투 준비를 하였다.
미켈레토의 베네치아 기사들은 동맹군의 야영지를 포호하던 유일한 통로인 다리로 향하던 밀라노군의 선발대를 막아냈다. 미켈레토와 베네치아군은 동맹군이 전투 준비를 하게끔 커다른 역할을 하며 다리를 확보했지만 결국에는 프란체스코 피치니노와 아스토레 2세 만프레디가 이끄는 밀라노의 지원군에게 밀려났다. 밀라노군은 전진을 해냈지만 오른쪽 측면이 교황령군과 맞붙었고 어쩔수 없이 다리에서 물러났다. 전투는 동맹군 진지로 향하는 통로에 있던 동맹군에 있던 밀라노군의 3분의 1이 둘러쌓이며 움직임이 막힐 동안 4시간가량 지속됐다. 전투는 밤까지 계속됐고 동맹군의 승리로 끝났다.

## 피해

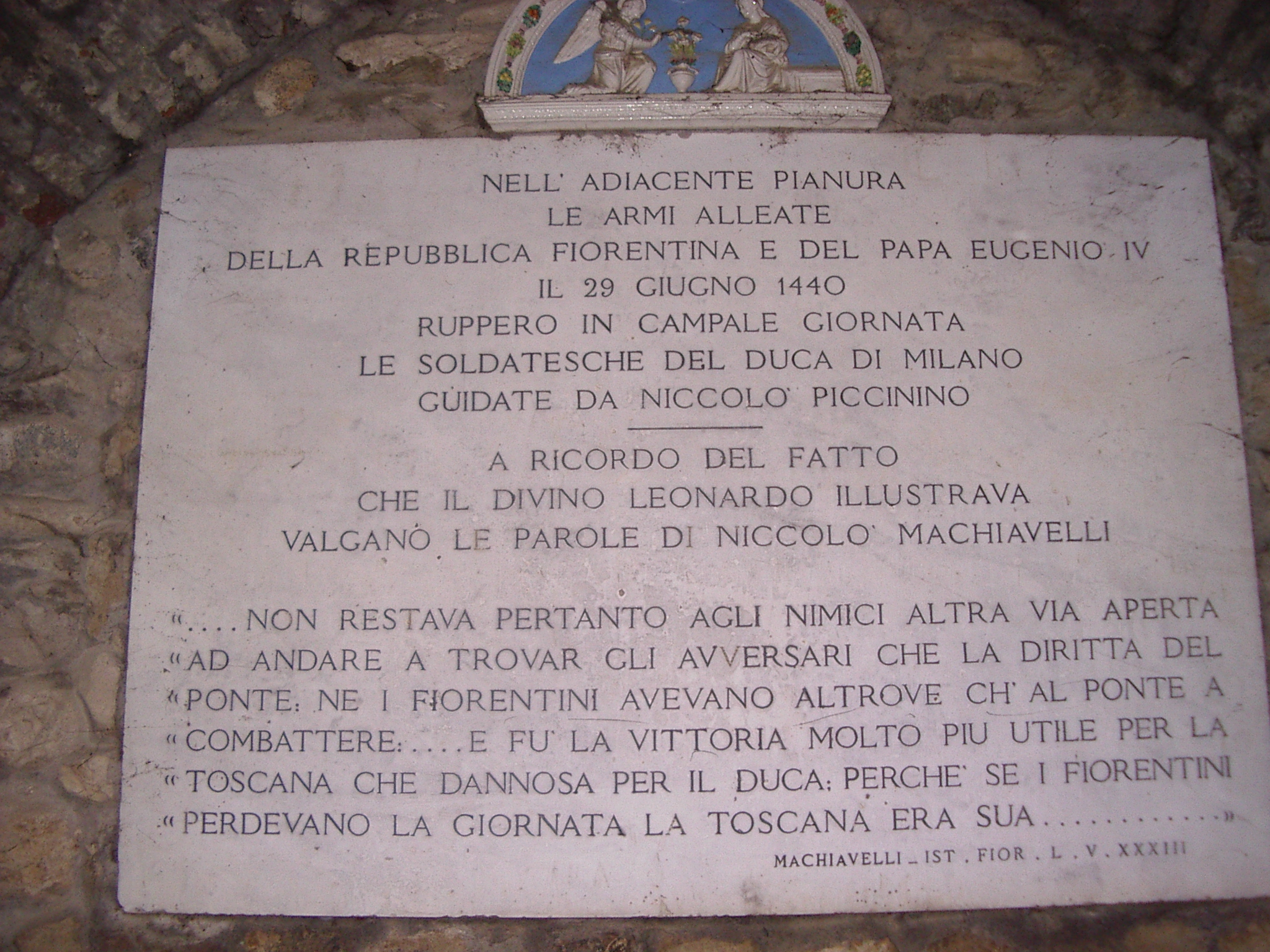
앙기아리 전투 기념판

앙기아리 전투는 레오나르도 브루니와 플라비오 비온도의 역사서에 저술되었고, 둘 다 인물들의 행동에 집중했으며, 장비와 전술에 대한 약간의 논란은 있다. 이와 대조적으로 마키아벨리는 양측에서 사용한 전략과 전술에 정확한 설명을 하였고 전투에 참여했던 용병 기사들이 승리를 위해 싸울 동기가 없었다고 주장하며 "그 시대의 군의 규율에 대한 끔찍한 상태의 확실한 예"라고 전투를 나타냈다.
이렇게 엄청난 패배를 당하고 나서 적의 국가에서 이보다도 적군에 대한 피해가 적은 전쟁이 벌어지는 사례는 없었다; 몇 시간이나 발어진 이 전투에서 사망한 자는 오직 한 명이고, 그는 무기로 인한 부상이나 어떤 영예로운 방식으로 인해 죽은것이 아니라, 그의 말에서 떨어져 짓밟혀 죽은 것이였다. 전투 인원들은 대부분이 갑옷을 하고 있어서 거의 위험에 빠지지 않았고, 그들이 항복을 했을 때 죽음을 보장받았고, 그들의 목숨을 감수할만큼의 그런 것이 없었다; 전투 중 그들의 갑옷은 그들을 보호했고, 그들이 더 이상 저항 할 수 없을 때 그들은 항복했고 안전했다.

마키아벨리는 이에 더해 "이 승리는 공작이 정복을 함으로서 가한 피해보다 피렌체에게 유리했지만, 토스카나는 그의 소유에 있었고 그의 패배로 말과 병력을 잃었지만, 이것은 매우 심각한 비용없이 대체될수 있었다."라고 더했다.
주장되던 단 한 명의 사망이 과장이 되었는지 여부는 알려져 있지 않다. 독일의 역사 학자 한스 델브뤽은 이에 대해서 논쟁하길,
르네상스 시기의 위대한 역사가들인 마키아벨리, 구이차르디니, 조비오는 콘도티에로들이 단순히 경기로서 전쟁을 벌였으며 피를 희생하지 않는 점에 동의했다. 그들은 전투에서 결정을 보려하지 않고 가능한 전쟁 기간을 오랫 동안 늘려 가장 많은 수입을 얻으려 했던 사적 이익을 추구하던 것이 이들에 대한 판단이였다. 마침내 전투에 이르렀을 때, 양측의 모두는 서로를 동지로 여기며 서로를 살려주고 피를 흘리지 않았다. 1440년에 벌어진 앙기아리 전투가 그 대표적인 예시이며, 한 사람이 죽었다는 것은 확실하지만 그러나 그 자는 교전으로 사망한 것이 아니라 늪에서 익사했다. 이후 학자들은 콘도티에로들의 노력을 통해 기동 전술의 방식으로 전투술의 발전이 이뤄진 이런 종류의 전투 방식이 특징지어졌음을 인정하였다.

델브뤽은 "오늘날 면밀함 검토로는 이 앙기아리 전투 전체 설명에는 사실은 없다"고 말하였다. 그러나 이 시대의 전투가 기사들이 몸값을 위해 항복을 기대한거처럼 마키아벨리가 저술했던 시대보다 훨씬 덜 잔혹했던 것은 사실이다. 프랜시스 S. 손더스는 "이 전투에서 사실상 900명 정도가 사망했을 것이다"라고 말하였다.

## 문화적 묘사

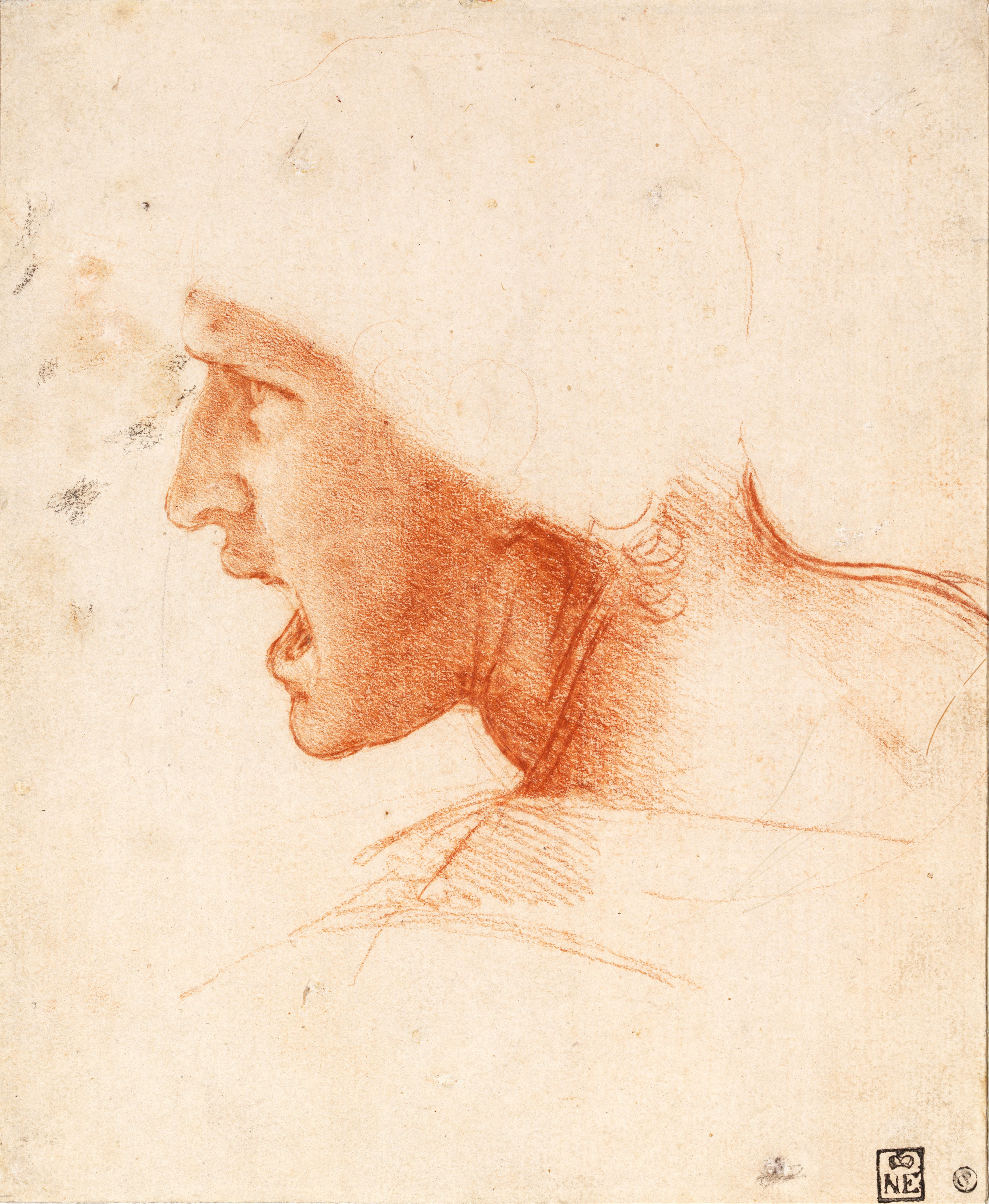
《앙기아리 전투》를 위한 레오나르도 다 빈치의 연습용 그림

피아 F. 쿠네오 (Pia F. Cuneo)에 따르면, "앙기아리는 그 시대에 가장 많이 표현된 전투 중 하나이다." 전투가 벌어진지 10년내에 그려진 아주 초기작으로 알려진 그림은 앙기아리 마스터라고 알려진 정체 불명의 화가가 그린 카소네 파넬이며, 배너와 의식 행사를 가진 토너먼트 양식으로 전투의 내용을 강조하였다.
70년도 더 지나서 이 전투는 그림의 중심부에 다른 예술가들이 그린 중심부의 사본을 통해 알려진 현재는 소실된 레오나르도 다 빈치의 주제였다. 그 그림의 알려진 부분으로는 상대방을 마주하는 기사들에 관한 일반적 전투를 묘사했다는 것이다. 베키오궁에 있는 피렌체 공화국 대의회실의 벽면 중 한 곳에 걸기 위해 의뢰됐었다. 다른 벽면은 1364년 카시나 전투 승리를 묘사한 미켈란젤로의 그림이였다.
산타 마리아 델 카르미네 성당에 있는 1687년 바로크 시대의 예술가 조반니 바티스타 포지니가 앙기아리 전투를 묘사한 화상석은 성 안드레아 코르시니가 피렌체를 승리로 이끄는 모습을 묘사했다.